# Hammarbybacken (skidanläggning)
Hammarbybacken (ofta kallad Hammarbytoppen) är en till största delen konstgjord kulle i stadsdelen Björkhagen i södra Stockholm. En hoppbacke invigdes redan 1919 och en alpin skidanläggning öppnade 1990. Backen har för närvarande (2022) en höjd av 93,5 meter över havet och nyttjas som skidanläggning och sommaraktiviteter. Hammarbybacken ägs av Stockholms stad medan själva anläggningen drivs av Skistar AB.

## Historik

### Från Hammarby hoppbacke till alpin skidanläggning

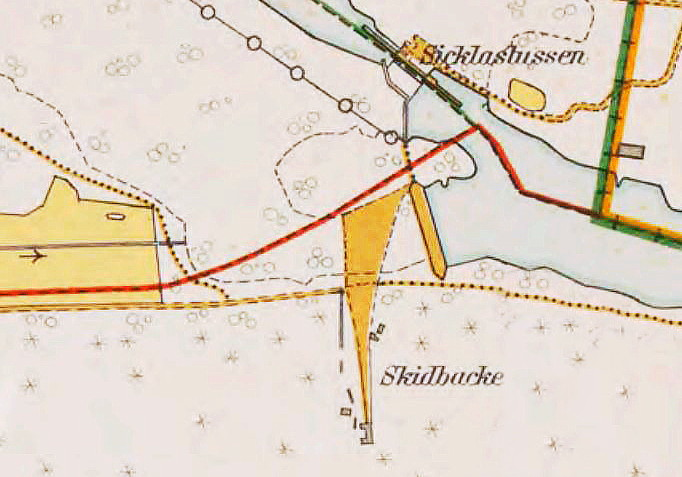
Hammarby skidbacke 1934.

Den lilla skogbeväxta backen vid Sicklasjöns västra del nådde ursprungligen 55 meter över havet. Redan 1919 byggde Djurgårdens IF här en hoppbacke som användes för nationella tävlingar. Hopprekordet i Hammarby hoppbacke blev satt till 63,5 meter vilket var 13 meter över den rekommenderade hopplängden på 50 meter.
I samband med SM i backhoppning 1951 anlades en större hoppbacke, som då började kallas Hammarbybacken. För skidspelen 1955 som arrangerades här fick man hämta snö från Östersund och Dalarna, som fraktades med tåg till platsen och bars i korgar uppför berget av brandmän.
På 1960-talet sjönk intresset för backhoppning till förmån för alpin skidåkning. 1966 byggdes en första skidlift och på 1970-talet diskuterade ägaren, Stockholms stad, en utökning och utveckling av anläggningen. Den första större höjningen utfördes 1983 med schaktmassor från bland annat bygget av Globen där över 800 000 kubikmeter användes. Höjden blev då 87,6 meter. Den nya anläggningen fick två släpliftar med en kapacitet om 2x1 200 personer per timme, en snökanonanläggning av lågtryckstyp, banbelysning, en servicebyggnad med kiosk, toaletter, en värmestuga samt en garage- och verkstadsbyggnad.

## Victoriastadion som aldrig byggdes
I samband med att Stockholms ansökan om olympiska sommarspelen 2004 planerades skulle Hammarbybacken förvandlas till en stor amfiteater kallad Victoriastadion (efter kronprinsessan Victoria). Arenan skulle rymma 70 000 åskådare och ta hand om invignings- och avslutningsceremonierna samt friidrottstävlingarna. Den enorma anläggningen upptog i princip hela Hammarbybacken och var kostnadsberäknad till 2,5 miljarder kronor. Besökarna bjöds utöver tävlingarna även på en vidsträckt utsikt över Stockholm. Efter spelens slut skulle Victoriastadions kapacitet reduceras till 25 000. Bakom förslaget stod Wingårdh Arkitektkontors vinnande bidrag för Stockholms kandidatur för OS 2004.

## Dagens anläggning

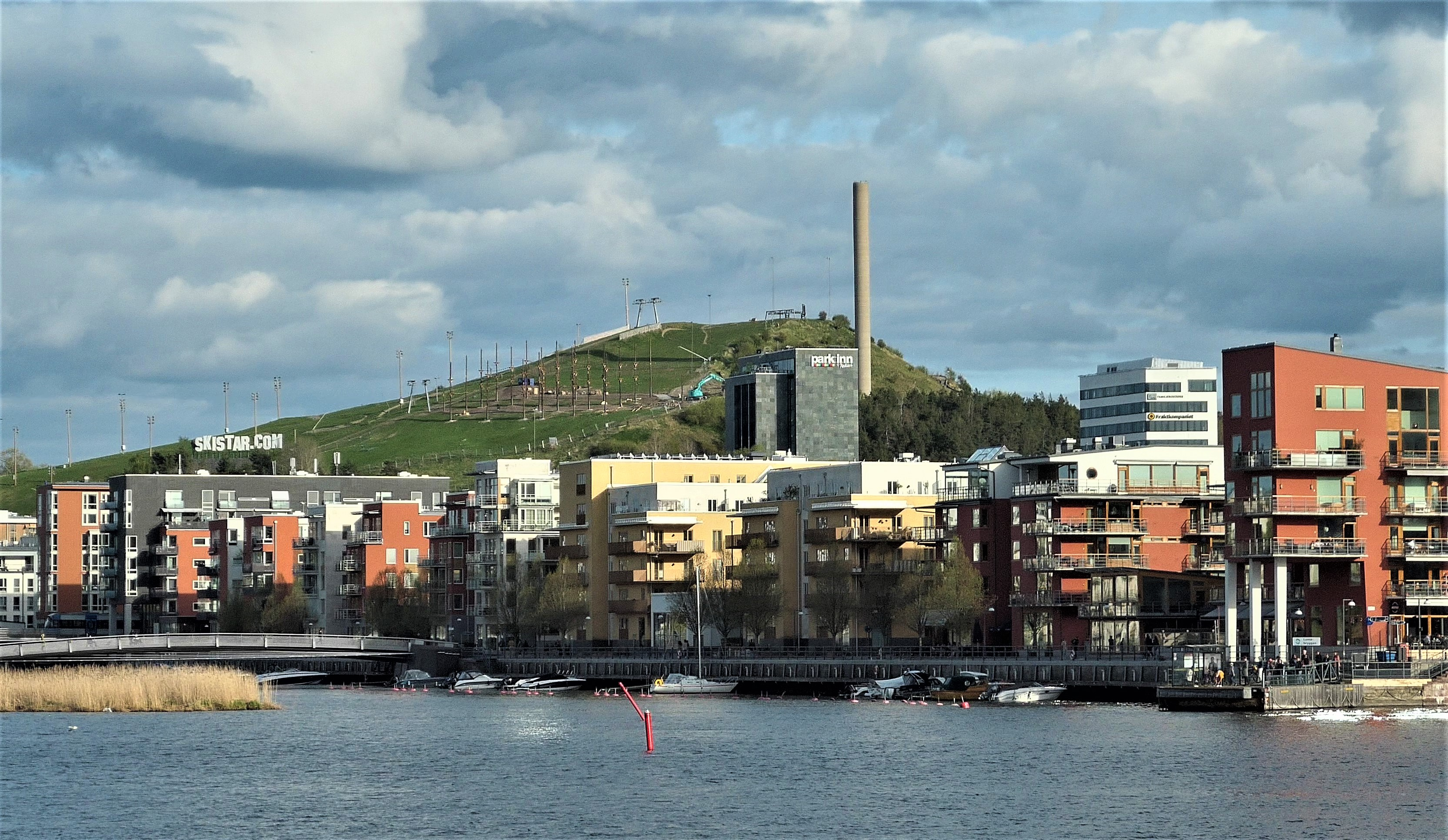
Hammarbybacken sedd från Hammarby sjöstad, 2022.

Längs bergets norra sluttning anlades tre nedfarter med varierande svårighetsgrad och längder mellan 250 och 600 meter. Den maximala fallhöjden är 85 meter. Skidanläggningen invigdes 1990. År 2006 övertogs driften av Skistar som rustade upp backen och installerade ett nytt snökanonsystem. Sommaren 2007 dumpades fyllnadsmassor från Hammarby sjöstad vilket höjde toppen till nuvarande 93,5 meter. Under sommar- och höstmånaderna erbjuder Hammarbybacken övriga aktiviteter, bland annat åkning för mountainbikes där det går att åka downhill samt terränglöpning. 
För närvarande (2024) finns fyra nedfarter:
- Åre (rött)
- Trysil (blått)
- Vemdalen (grönt)
- Sälen (grönt)

År 2022 öppnade Skistar Stockholm fyra nya året-runt aktiviteter i Hammarbybacken.
- Klätterparken omfattande sju höghöjdsbanor med varierande svårighetsgrad, ett 60-tal hinder varav en 100 meter lång zipline.
- Mountain Coaster är en variant av sommarrodel eller ”coaster” där en släplift tar den åkande uppför berget och sedan i upp till 40 km/h kör man 800 meter nedför på mono-räls.
- Mountain Tube tar man sig ner sittandes i gummiringar på tre olika banor, som är anpassade för hela familjen.
- Summerski ger skidåkning under både sommar och höst, på en cirka 9 000 kvm stor åkbar yta (öppnar september 2022).

## Ski World Cup i Hammarbybacken

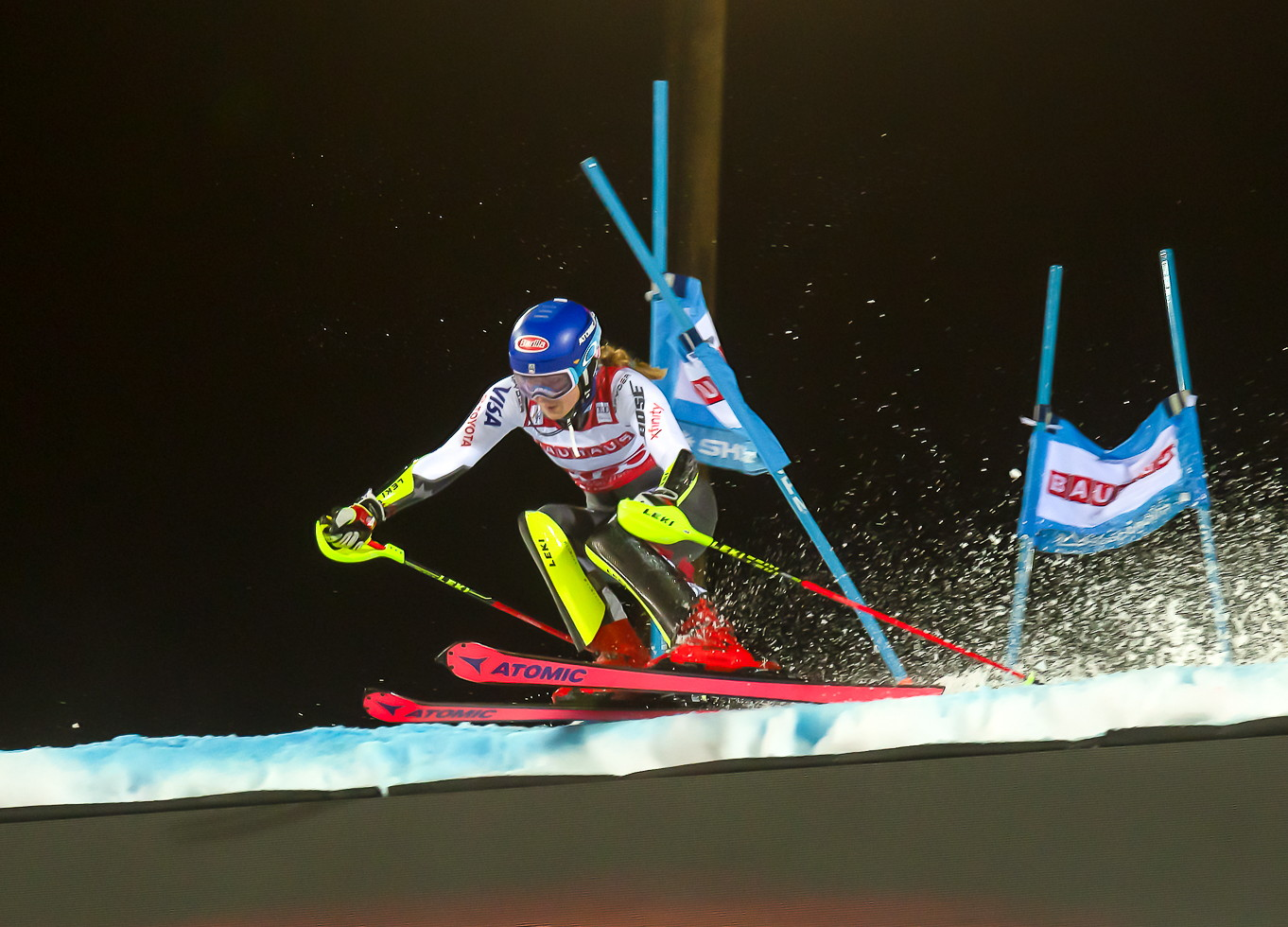
Mikaela Shiffrin på banan, 2019.

Den 23 februari 2016 genomfördes för första gången en världscup-tävling i parallellslalom i Hammarbybacken. Totalt 16 åkare för dam- respektive herrklassen deltog. Evenemanget besöktes av kung Carl XVI Gustaf och i damernas tävling vann schweiziskan Wendy Holdener, Frida Hansdotter kom tvåa och Maria Pietilä Holmner trea. Marcel Hirscher från Österrike vann herrarnas tävling, André Myhrer kom på andra plats och Italiens Stefano Gross på tredje plats.

## Reningsverk i berget
Sedan 2019 utsprängs stora bergrum inuti Hammarbybacken. Det är Stockholm Vatten och Avfall som i berget anlägger ett nytt reningsverk för sin Sicklaanläggning som är en del av Henriksdals reningsverk.

## Andra konstgjorda berg i Stockholmstrakten
- Botkyrkabacken (höjd 75 meter över havet)
- Ekebyhovsbacken (höjd 82 meter över havet)
- Ekholmsnäsbacken (höjd 67 meter över havet)
- Flottsbrobacken (höjd 102 meter över havet)
- Högdalstoppen (höjd 73 meter över havet)
- Vårbergstoppen (höjd 90 meter över havet)

Av dessa anlagda berg är även Ekebyhovsbacken, Ekholmsnäsbacken och Flottsbrobacken skidbackar.

## Bildgalleri

### Historiska bilder

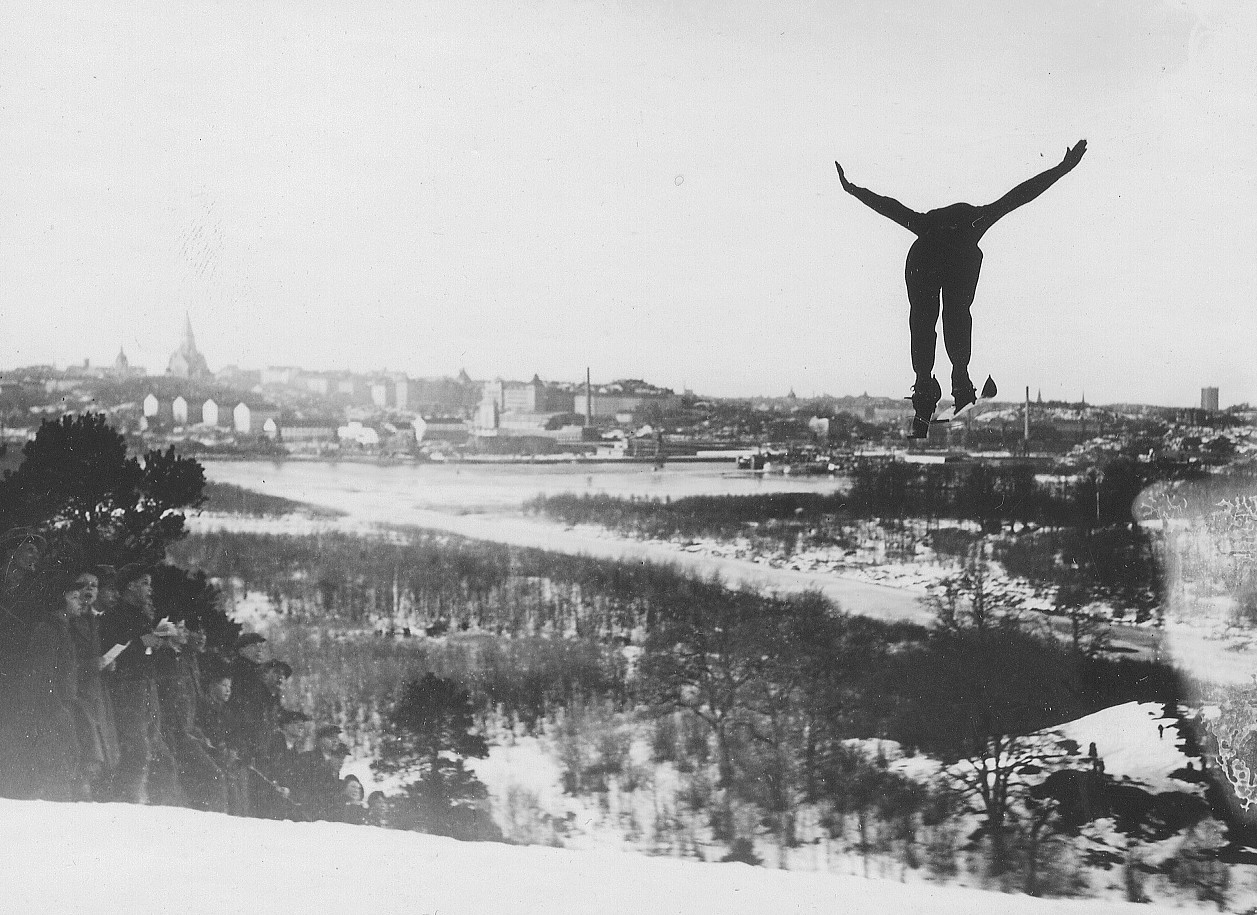
Harald “Hasse” Hedjerson i hoppbacken 1932.
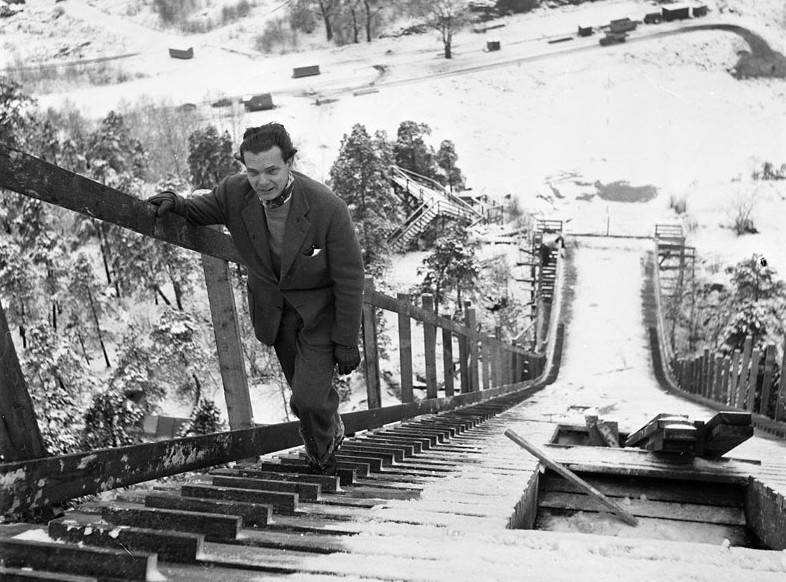
Nya hoppbacken besiktigas 1950.
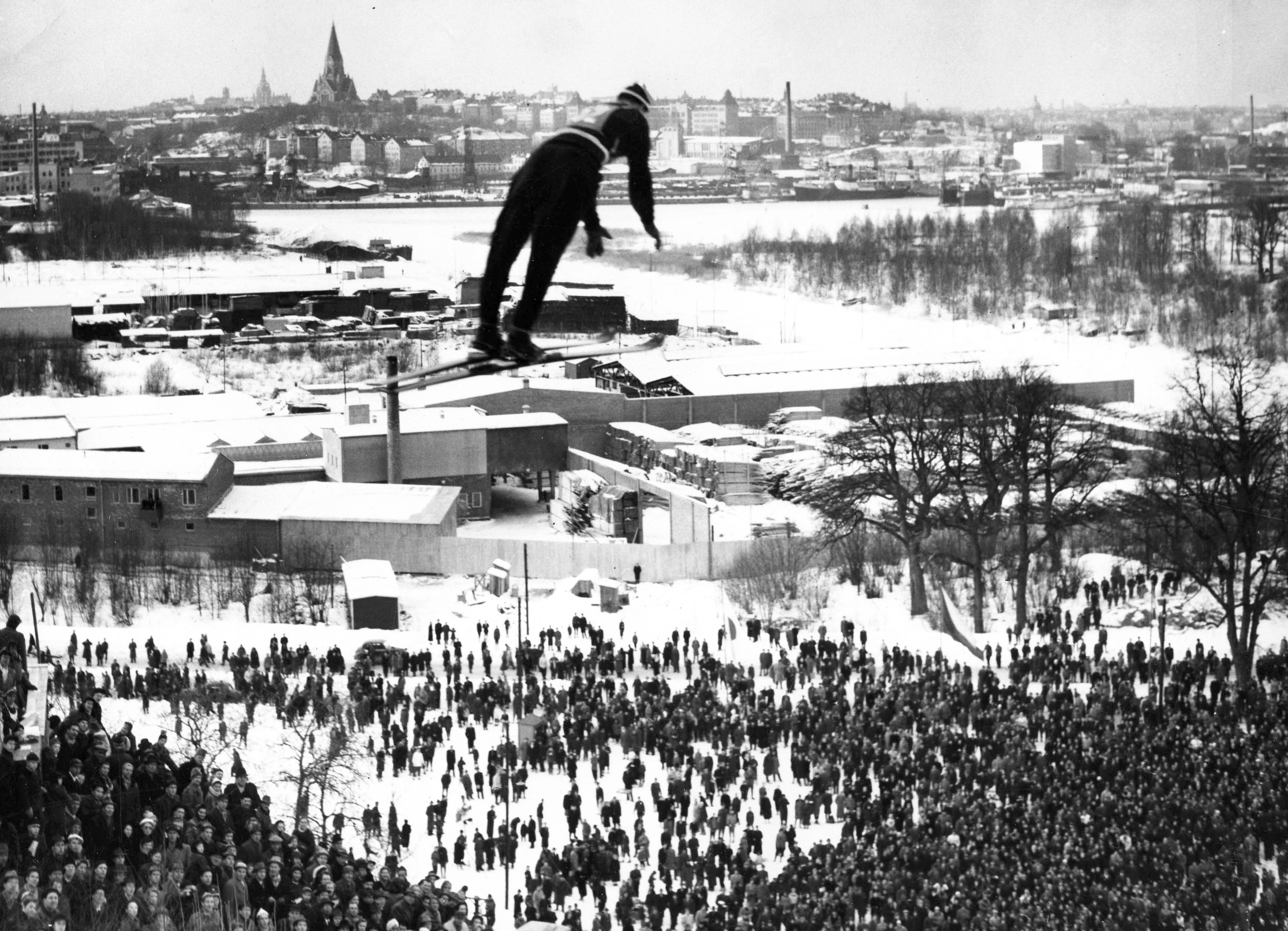
Skidspelen 1955, i bakgrunden syns Lugnets industriområde.

### Bilder, vinter

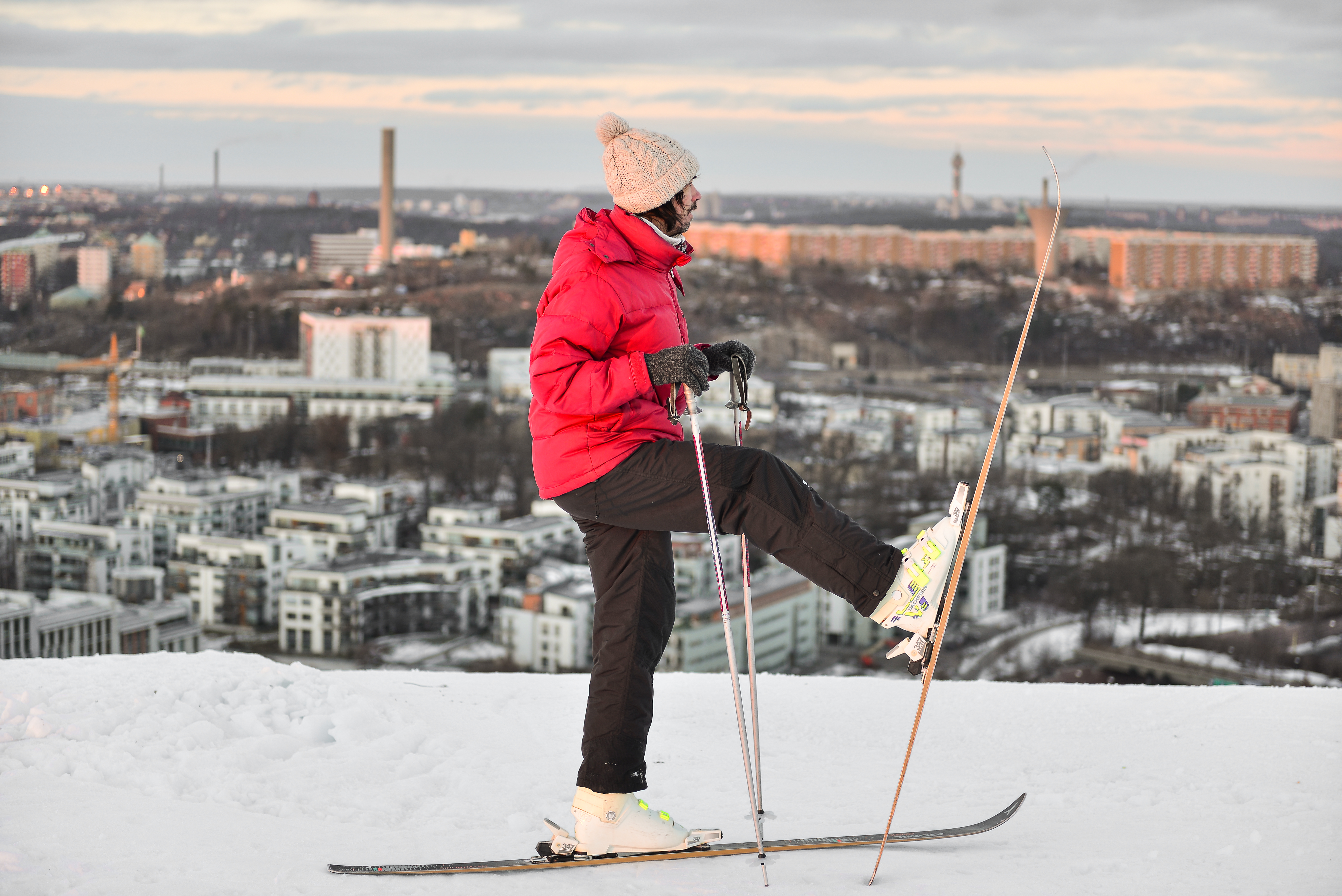
2012.
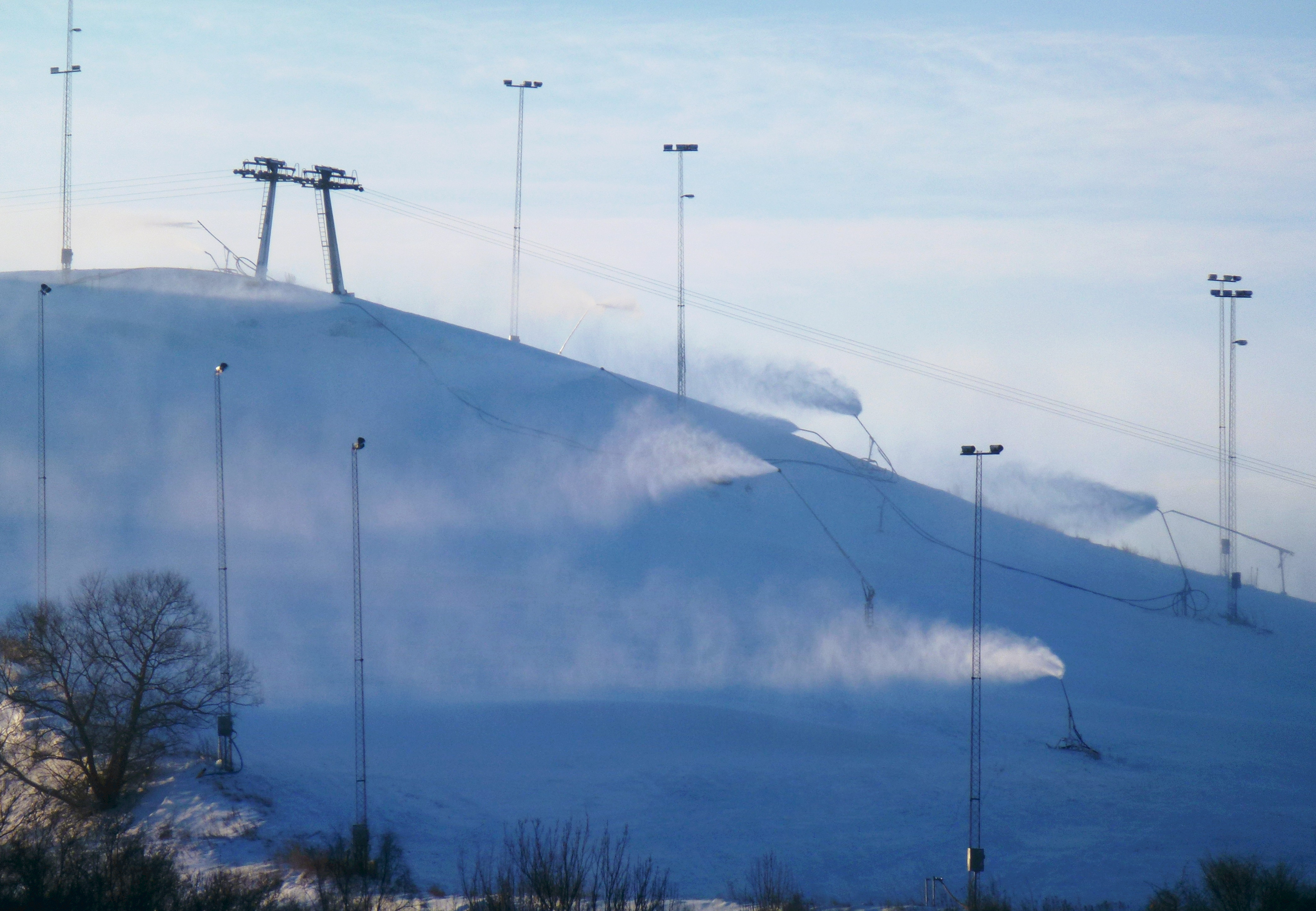
2014.
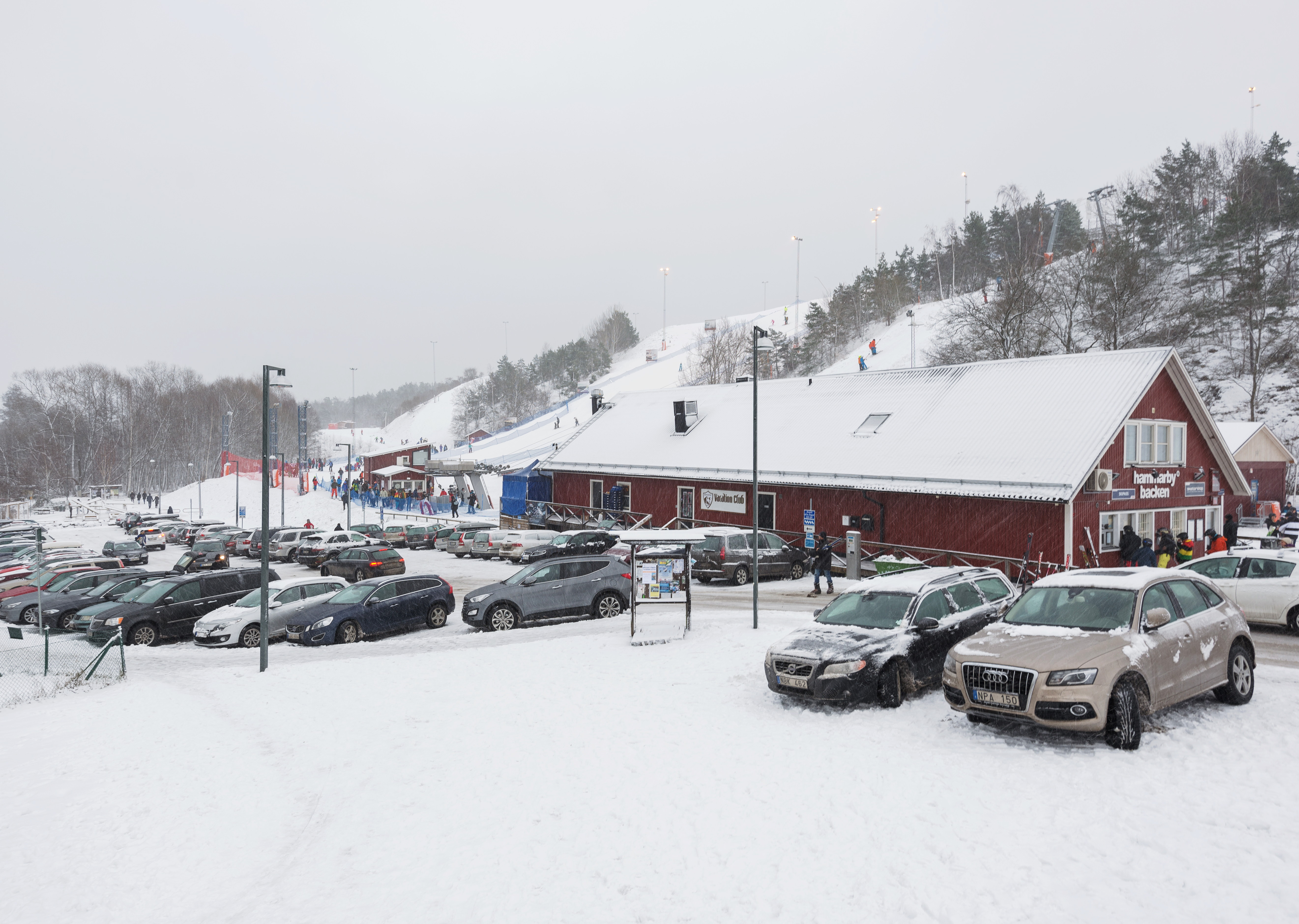
2015.

### Bilder, sommaraktiviteter

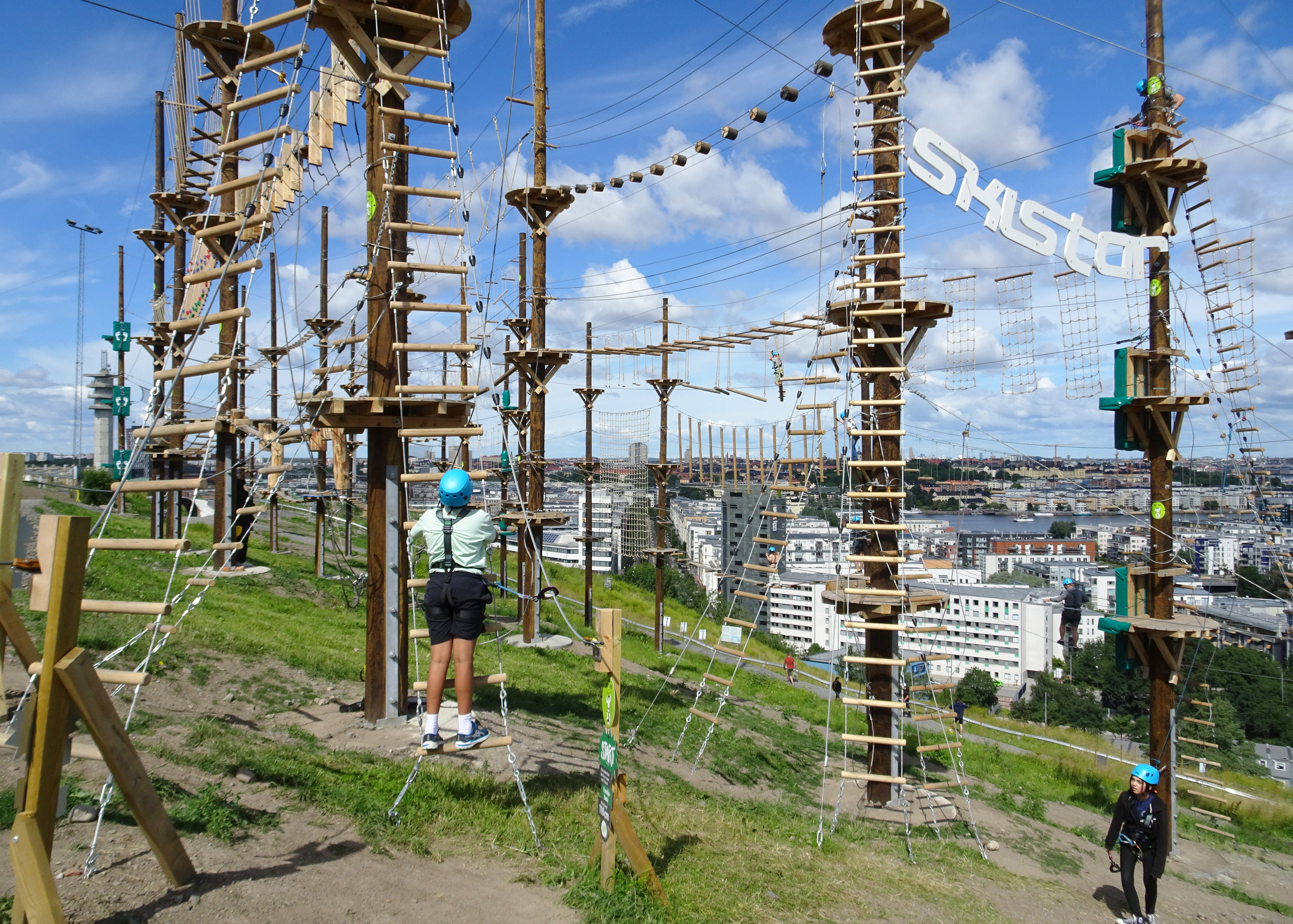
Klätterparken.
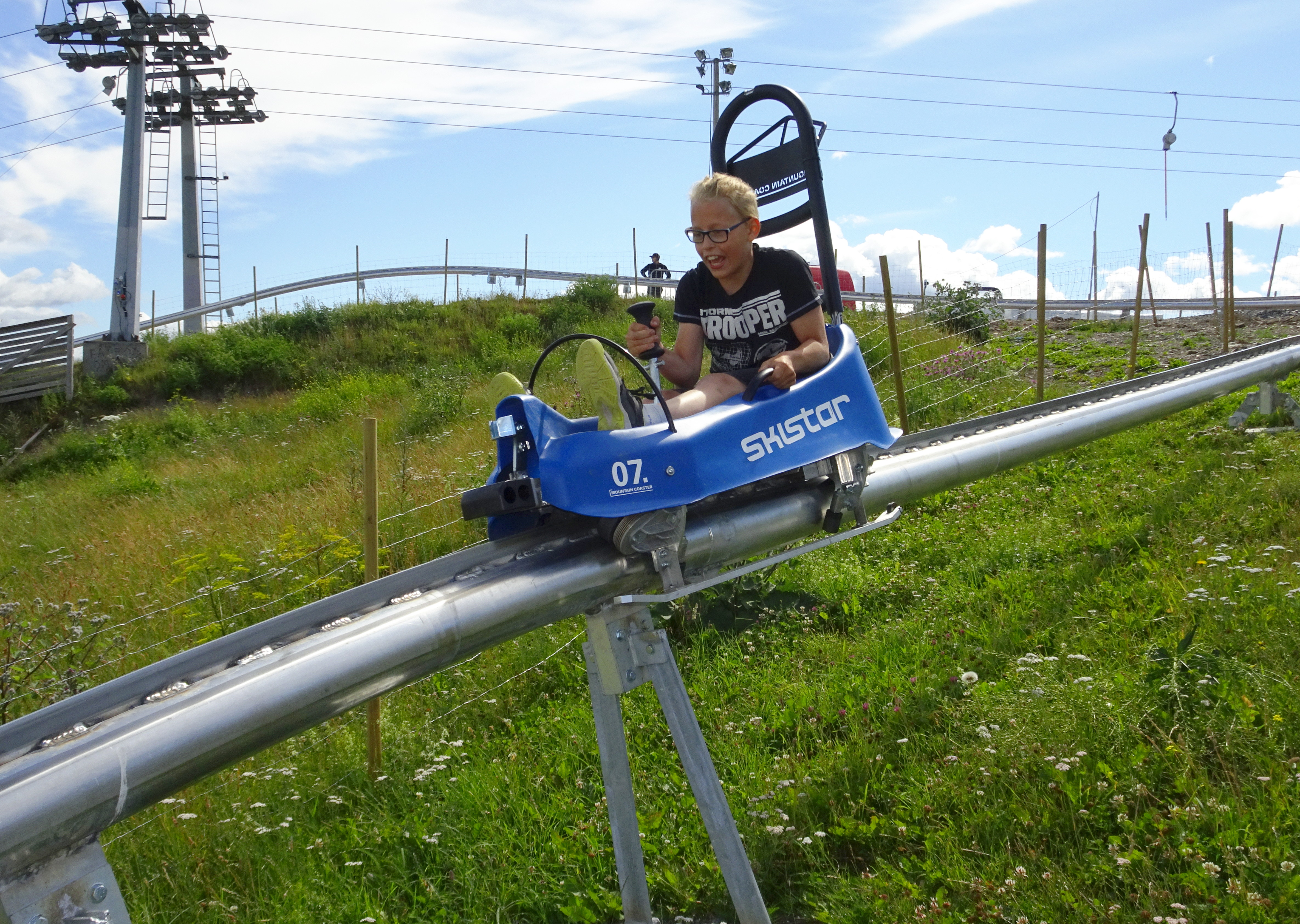
Sommarrodelbanan Mountain Coaster.
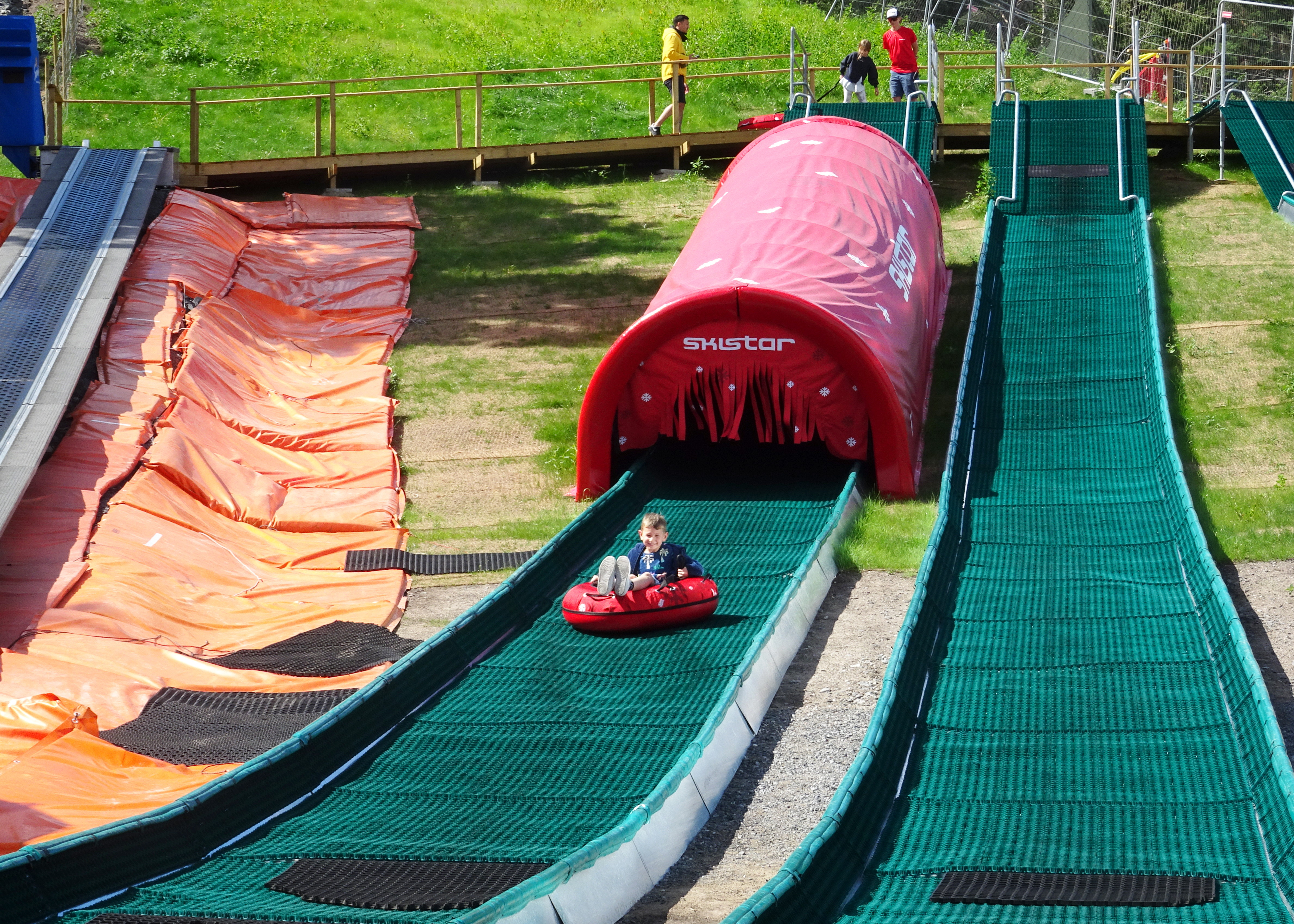
Mountain Tube.